# Friedrich Adolf Lampe

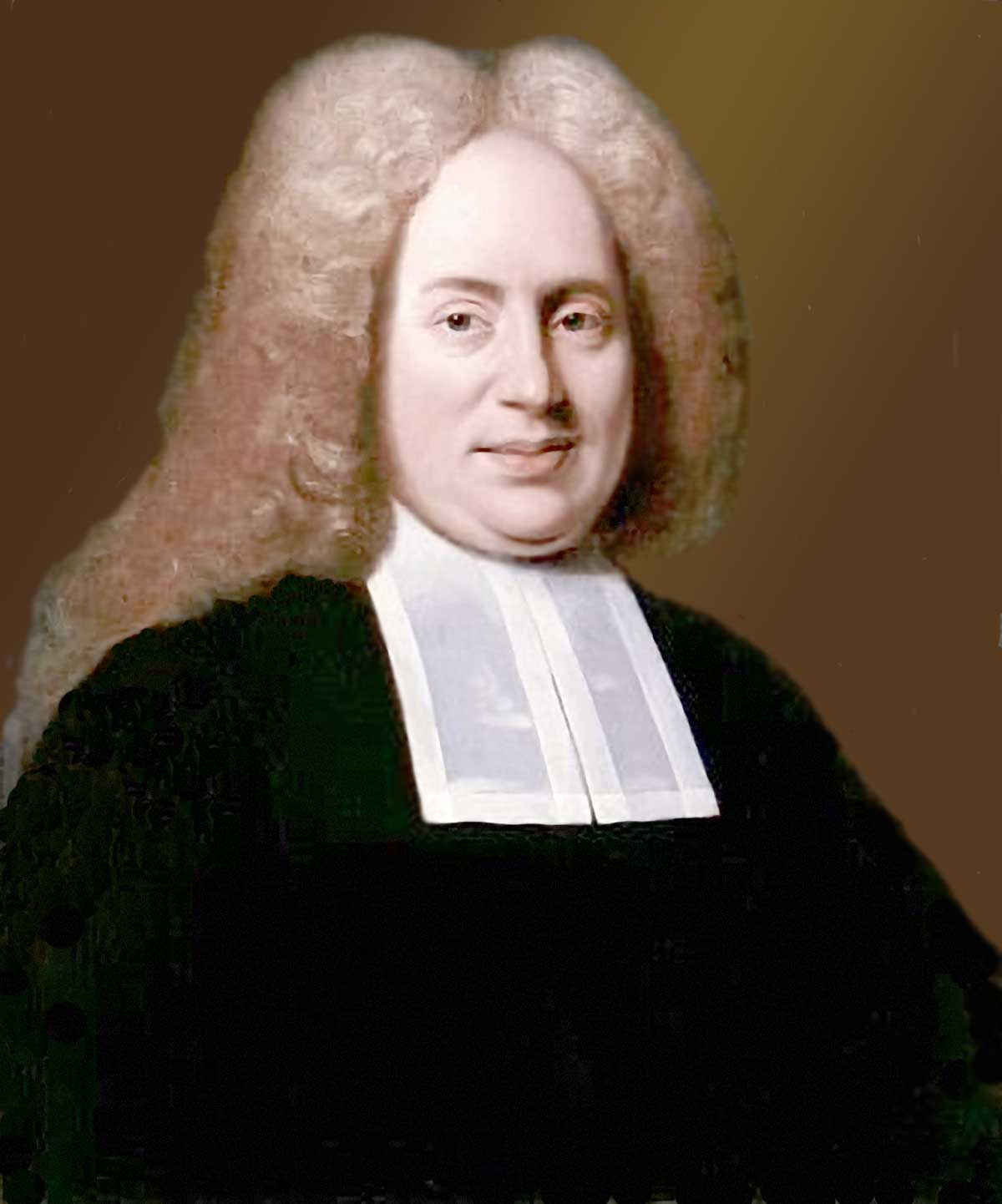
Friedrich Adolf Lampe

Friedrich Adolf Lampe (* 18. (oder 19.) Februar 1683 im Detmold, Freistaat Lippe, heute: Land Lippe; † 8. Dezember 1729 in Bremen) war ein deutscher evangelisch-reformierter Theologe und Kirchenlied-Dichter. Er amtierte als Pfarrer in Weeze, Duisburg und Bremen und war Theologieprofessor an der Universität Utrecht. Er verfasste viele theologische Schriften auf hohem Niveau, die Einfluss auf reformierte und pietistische Kreise am Niederrhein, in den Niederlanden, in Ungarn und in England hatten.

## Leben
Lampes Vater war Hendrik Lampe († 1690), der zuerst Prediger in Detmold, später in Frankfurt am Main und zuletzt zweiter Hofprediger in Königsberg (Preußen) war. Seine Mutter war Elisabeth Christina, die Tochter Jakob Zellers (1626–1691) aus Zürich, des Generalsuperintendenten von Detmold. In Obhut des Großvaters in Detmold verbrachte er die ersten sieben Lebensjahre. Nach dem Tod ihres Mannes zog seine Mutter 1690 nach Bremen, wo er etwas später das Akademische Gymnasium besuchte. Hier hatte der Lehrer Cornelius de Hase (1653–1710) Einfluss auf ihn und machte ihn mit der Theologie des Bremer Pietisten Theodor Undereyck (1635–1693) bekannt. Ab 1702 studierte er in Franeker bei Campegius Vitringa und Hermann Alexander Röell. Nach dem Studium war er von 1703 bis 1706 Pfarrer der reformierten Gemeinde Weeze bei Kleve und von 1706 bis 1709 in Duisburg, wo er sich mit den Anhängern Labadies (Labadisten) überwarf.
Von 1709 bis 1720 war Lampe an St. Stephani in Bremen beschäftigt, im letzten Jahr als Pastor Primarius. Weitgehend erfolglos versuchte er die Kirchenzucht wiederherzustellen, was am Widerstand der Gemeindeglieder und der weltlichen Obrigkeit scheiterte. Wegen seiner Schriften wurde er am 15. April 1720 zum Professor der Theologie an der Universität Utrecht berufen, promovierte am 22. Juni 1720 zum Doktor der Theologie und trat die Professur der Dogmatik am 24. Juni 1720 mit der Rede de opperste wysheid an. Nachdem er 1726/27 das Rektorat der Alma Mater übernommen hatte, wechselte er am 21. Oktober 1726 auf die Professur der Kirchengeschichte. Nach theologischen Streitigkeiten legte er 1727 seine Ämter nieder und ging nach Bremen als Prediger an St. Ansgarii und als Professor und Rektor am Akademischen Gymnasium.

## Werk und Wirkung
Lampe hinterließ eine große Zahl an akademischen Schriften in Latein, aber auch auf Deutsch verfasste Werke, mit denen er auf die Gemeinden einwirken wollte. Sein Hauptwerk Geheimniß des Gnadenbunds, dem großen Bundesgott zu Ehren und allen heylbegierigen Seelen zur Erbauung geöffnet (6 Bände; 1712, 41740) führte die reformierte Föderaltheologie, vor allem des Johannes Coccejus, eigenständig weiter. Während der Pestepidemie 1713 schrieb er Balsam aus Gilead wider ansteckende Seuchen.
Unter seinem Pseudonym Philadelphus Photius erschienen im gleichen Jahr die Schrift Große Vorrechte des unglückseligen Apostels Judas Ischariot, in der er die „Judasbrüder“ angriff, die seiner Meinung nach selbstsüchtige und habgierige Geistliche waren, die gegen pietistische Gläubige und deren Privatversammlungen ankämpften.
Ab 1719 gab er zusammen mit Theodor de Hase die Zeitschrift Bibliotheca historico-philologico-theologica heraus. Großen Einfluss hatte auch seine Auslegung des Heidelberger Katechismus (Milch der Wahrheit nach Anleitung des Heidelberger Katechismus, 1720) sowie weitere katechetische Schriften. Seine Schrift Milch der Wahrheit wurde bis Ende des 18. Jahrhunderts in allen lippischen Schulen verwendet. Er galt als Begründer einer eigenen theologischen Schule, deren Anhänger Lamparaner genannt wurden. Etliche seiner Schriften prägten vor allem den niederrheinischen Pietismus, aber auch durch Übersetzungen die reformierten Kirchen in den Niederlanden, Ungarn und England.

## Familie
Lampe heiratete 1717 Marie Sophie Eleonore (1686–1740), eine Tochter von Georg von Diemar, auf Walldorf und Wasungen, und der Marie Eleonore von Schauroth. Sie hatten fünf Kinder, einen Sohn und vier Töchter.

## Ehrungen
- Der Lampeweg in Bremen-Mitte bei der Stephanikirche, an der er wirkte, wurde nach ihm benannt.

## Schriften (Auswahl)
- De Cymbalis veterum libri III, c. fig. Bremen 1700 und 1703.
- Dissert. de loco Eph. IV:9. Sub praesidio v. Cl. Corn. Hasaei defensa publicè, Bremen 1701.
- De Jesaia nudo et discalcato Jes. XX:2. Disputatio Theol. quam sub praesidio V. Cl. Campegii Vitringae Patris, defendit, Franeker 1703.
- Responsio ad vindicias Dissert. de descensu Christi ad Inferos etc., 1704.
- Geheimniß des Gnadenbunds, dem großen Bundesgott zu Ehren und allen heylbegierigen Seelen zur Erbauung geöffnet, 1712 (6 Bände).
- Balsam aus Gilead wider ansteckende Seuchen, 1713.
- Unter dem Pseudonym Philadelphus Photius: Große Vorrechte des unglückseligen Apostels Judas Ischariot, 1713.
- Exercitationum Sacrarum dodecas, quibus Psalm XLV perpetuo commentario explanatur, immistis variis ad sensum Sacrae Script. Sacrae Hieroglyphicam et Antiquitates saeras spectantibus. Bremen 1715 und Dordrecht 1720, (2 Bände).
- Erste Wahrheitsmilch für Säuglinge am Alter und Verstand (1717), in: Matthias Freudenberg (Hrsg.): Reformierte Katechismen aus drei Jahrhunderten. ß-Verlag, Rödingen 2005.
- Milch der Wahrheit nach Anleitung des Heidelberger Katechismus, 1720/1721.
  - Milch der Wahrheit, nach Anleitung des Heidelbergischen Catechismi: zum Nutzen der Lehr-begierigen Jugend, 1777 Digitalisat.
  - Matthias Freudenberg (Hrsg.): Milch der Wahrheit nach Anleitung des Heidelberger Katechismus (1721), ß-Verlag, Rödingen 2000.
- Oratio de Summa Sapientia, Utrecht 1720.
- Disput. Theol. de Titulo Evangelii Johannis, quam publice defendit Christ. Ludov. Lipten, Berolino-Marchicus. Utrecht 1720.
- Disput. Theol. de Historia Scalae Jacobaeae, quam defendit publice Hieron, van Alphen, H F. Utrecht 1721.
- Disput. Theol. de Mysterio Scalae Jacobaeae, quam defendit Isaacus Schorer, Medioburg. Utrecht 1721.
- Disput. Theol. de Sinu Patris, quam publice defendit George Christ. Sagittarius Bremensis. Utrecht 1721.
- Synopsis Historiae Sacrae et Ecelesiasticae, ab origine mundi ad praesentia tempora, secundum seriem perioderum deductae. Utrecht 1721, 1726.
- Disput. Theol. de Generatione ex aqua et spiritu, quam pablice defendit Jacobus Willemsen Medicburg. Utrecht 1721.
- Disput. Theol. de Locis N.T. quae de λογῳ υπνοςτατιϰῳ agere videntur, quam defendit Sam. Conr. de Bruine, West Phal. Utrecht 1721.
- Disput. Theol. eruens Mysterium λογου ὑποστατιϰου ex Ps. XXXIII:6, quam publice defendit Berd. Fred. Dachs Bernensis. Utrecht 1722.
- Disput. Theol. de locis vet. Test. quae de λογῳ ὑποςτατιϰῳ agere dubitatur, quam defendit Nie. Engelhardt Bernensis. Utrecht 1722.
- Disput. Theol. de verae fidei actu formali, quam publice defendit Jo. Helfericus Beek, Isenburgensis. Utrecht 1722.
- Dissert. Theot. de verae fidei actu formali, quam publice defendit Franc. Josuai, Hungarus. Utrecht 1722.
- Dissert. Theol. de Fiducia, quam publice defendit Salomon Hirzelius, Helvetio-Tigurinus. Utrecht 1722.
- Dissert. Theol. de Fide Radice Bonorum Operum, quam defendit Nic. Nonnen Bremensis. Utrecht 1722.
- Compendium Theol. naturalis in usum Scholae privatae concinnatum. Utrecht 1723.
- Disput. Theol. de Personnalitate του λογου, quam publice defendit Henricus Langenes Amstelodam. Utrecht 1723.
- Theol. Hicroglyphicae Specimen primum de cedro, per Disput. public. eshibilum, respondente Jo. Jac. Wolphio Tigurino. Utrecht 1724.
- Disput. Theol. ad locum difficilem Joh. VIII; 29, quam publice defendit Steph. Jerem. Hungarus. Utrecht 1724.
- Commentarius Analytico-exegeticus Evang. secundum Johannem, Amsterdam 1724, 1725 (3 Bände).
- Praefatio vóór Hottingeri Dissertationes Biblico-Chronologicae. Utrecht 1723.
- Dissert. Theol. Deitatem του λογου ex Prologo Johannis contra Arrianos vindicans, quam publice defendit Georgius Janosi, Hungarus, Utrecht 1736.
- Dissert. Theol. deitatem του λογου ex Prologo Johannis contra Socinianos vindicans, quam publice defendit Joh. Laufs Colon, Utrecht 1726.
- Oratio de Memoria Sanctorum per Studium Ecclesiasticum cum pie et prudenter excolenda, Utrecht 1726.
- Dissert. Theol. de resuscitatis per miraculum, Utrecht 1727.
- Delineatio Theologiae Activae ex limpidissimis doctrinae Euangelicae fontibus petitae et ad dirigendam totius vitae spiritualis actuositatem cuivis vere Christiano competentem, per omnes ejus partes, grádus, vies et relationes perpetua serie deductae, Utrecht 1727.
- Oratio de Insignibus Academ. Traject, Utrecht 1727.
- Oratio de Urim et Thummim Typum doctoris Euangelici Bremen 1727, niederländisch 1728.
- Historia Ecclesiae Reformatae in Hungaria et Transylvania, inter perpetua certamina et adstietiones a primordio praecipue repurgatorum sacrorum ad recentiora tempora per Dei gratiam conservatae, ex monumentis fide dignissimis magnam partem congesta, Utrecht 1728.
- Disput. Theol. de Poenarum aeternitate pars dogmatica, quam publice defendit Joh. Casp. Haldrieus Tigurinus. Bremen 1728.
- Disput. Theol. de Poenarum aeternitate pars Elenchtica, quam publice defendit Joh. Joachimus Majas Hanoviensis. Bremen 1728.
- Disput. Theol. de Spiritu sancto, nomen et personalitatem ejus exhibens, quam publice defendit Joh. Putmoki Debrecino-Hungarus. Bremen 1728.
- Disput. ejus personalitatem contra Pneumatomachos defendens, quam publice defendit Stephanus H Szighethi, Debrecino-Hungarus. Bremen 1728.
- Disput. Deitatem ejus adstruens et vindicans, quam publice defendit Jo Henr. Bachiene, Degla-Gelrus. Bremen 1728.
- Disput. Mysterium Processionis ejus explanans et defendens, quam publice defendit Abraham Vorster Arenaco-Gelrus. Bremen 1728.
- Disput. Relationes ejus oeconomicas ad patrem et filium perpendens, quam publice defendit Cornelius Boott, Traj.-Batains. Bremen 1729.
- Disput. Oecon. ejus in regno Naturae exquirens, quam publice defendit Ludovicus Ludgerus, Elverfelldo-Montanus. Bremen 1729.
- Disput. Apparitiones ejus percensens et illustrans, quam publice defendit Stephanus Kolosoari, Hungarus. Bremen 1729.
- Denckmahl der Wege Gottes bey dessen Zuruckführung aus der fremde ins Vatterland durch Ausfertigung der in dieser sonderlichen Veränderung öffentlich gehalten in Abschieds- und Eintritts-Reden. Bremen 1728.
- Disput. Theol. de divina Authorum sacrorum inspiratione, quam publice defendit Henr. Daniel Cunzius, Hohensolmensis. Bremen 1729.
- Zwei Verhandlungen von der Aewigkeit der Straffen, worinnen diese Haupt-Lehre unsrer Bekantniisz bewiesen, und wieder alle Ausflüchte, sonderlich der heutigen Verthätiger der Wiederbringung aller Dinge behauptet wird. Bremen 1729.
- Rudimenta Theol. elenchticae in usum Scholae privatae concinnata. Bremen 1729.
- Auslegung des Evangeliums S. Johannis, 1729.
- Institutionum Homileticarum Breviarum, 1742.

## Kirchenlieder (Auswahl)
Lampe hat für etwa vierzig Kirchenlieder die Texte verfasst, die teilweise in Evangelische Kirchengesangbücher aufgenommen wurden.
- Getreuster Gott, wer auf das Ende.
- Höchsterwünschtes Seelenleben, nach der Melodie: Zu dir ich mein Herz erhebe, 7 Strophen, Liednummer 540, in: Evangelisches Gesangbuch, Elberfeld 1855.
- Ich dürst nach dir, Herr Jesu Christ, 4 Strophen, Gottfried Saurmann, Bremen 1723.
- Lebens-Ozean, Schöpfer aller Dinge, nach eigener Melodie, 12 Strophen, Gottfried Saurmann, Bremen 1723.
- Lebenssonne, deren strahlen.
- Mein Fels hat überwunden.
- Mein Leben ist ein Pilgrimstand.
  - My life is but a pilgrimage.
- Mein Lebensfürst, mein auserkornes Teil, nach der Melodie: Herr Gott, nach deiner großen Gütigkeit, 23 Strophen, Liednummer 78, in: Evangelisches Gesangbuch, Elberfeld 1855.
- Nach dir, Israels Arzt und Hirt.
- Neue Liebe, neue Blicke, 5 Strophen, herausgegeben von August Jakob Rambach, J. F. Hammerich, Altona und Leipzig 1822.
- O Fels des Heils, am Kreuzesstamm.
- O Fels des Heils, o Gotteslamm.
- O Liebesglut, die Erd' und Himmel paaret.
- O Liebesglut, wie soll ich dich.
- So ist von meiner kurzen Pilgrimschaft.
- Verfluchtes Sündengift, ach Brut der Schlangen, 4 Strophen, Gottfried Saurmann, Bremen 1723.
- Von Gottes Herrlichkeit, nach eigener Melodie, 4 Strophen, Liednummer 57, in: Evangelisches Gesangbuch, Wiesbaden.
  - Gods deliciousness.
- Wer ist der Braut des Lammes gleich.
- Wie lieblich, Jesus, ist dein Mahl.